# 1893 في فرنسا
فيما يلي قوائم الأحداث التي وقعت خلال عام 1893 في فرنسا.

## ظهور
- 1 يناير – دراما في ليفونيا رواية من تأليف جول فيرن.

## كتب
من الكتب التي صدرت هذه السنة في فرنسا:
- 1 يناير – اللقيط مايك من تأليف جول فيرن.
- 1 يناير – كلوديوس بومبارنا من تأليف جول فيرن.

## مواليد

### يناير
- 25 يناير – لويز فايس
- 31 يناير – فريا ستارك

### مارس
- 21 مارس – أرماند برنارد ممثل فرنسي.

### أبريل
- 17 أبريل – روجر جيلارد ممثل فرنسي.
- 17 أبريل – مارغريت بروكويديس لاعبة كرة مضرب فرنسية.

### مايو
- 18 مايو – بيير ألباران

### أغسطس
- 15 أغسطس – أوجين كريكوي ملاكم فرنسي.

### أكتوبر
- 6 أكتوبر – جيلبرت روبن

### نوفمبر
- 5 نوفمبر – ريموند لوي
- 20 نوفمبر – أندريه بلوخ رياضياتي فرنسي.

## وفيات

### يناير
- 1 يناير – لوسيان لوكلرك (مواليد 1816)

### مارس
- 5 مارس – إيبوليت تين (مواليد 1828)
- 17 مارس – جول فيري (مواليد 1832) سياسي فرنسي.

### أبريل
- 11 أبريل – أدولف فرنك (مواليد 1810)

### يوليو
- 6 يوليو – غي دو موباسان (مواليد 1850) كاتب فرنسي.

### أغسطس
- 16 أغسطس – جان مارتن شاركو (مواليد 1825)

### أكتوبر
- 17 أكتوبر – باتريس دو مكماهون (مواليد 1808)
- 25 أكتوبر – مارغريت أديلايد (مواليد 1846)
- 31 أكتوبر – إدوارد سورين (مواليد 1814) كهنوت فرنسي.